# Fantasiewezens en een grote vis
Fantasiewezens en een grote vis is een dubbelzijdige tekening van een navolger van de Zuid-Nederlandse schilder Jheronimus Bosch in het Ashmolean Museum in Oxford.

## Voorstelling
Verspreid over de tekening zijn 19 figuren te zien met helemaal boven een schip vol kleine vissen dat gedragen wordt door een grotere vis. Daaronder bevinden zich twee naakte mannen die de as van twee wielen voortduwen, geleid door een kleine, gebochelde man. De rest van de tekening is gevuld met monsters en menselijke gedrochten.
Op de achterzijde zijn 17 schetsen te zien van bestaande dieren, zoals een ezel en een beer, kopstudies en monsters, zoals een gevleugelde kop op vogelpoten en een ratachtig wezen met mensenkop.

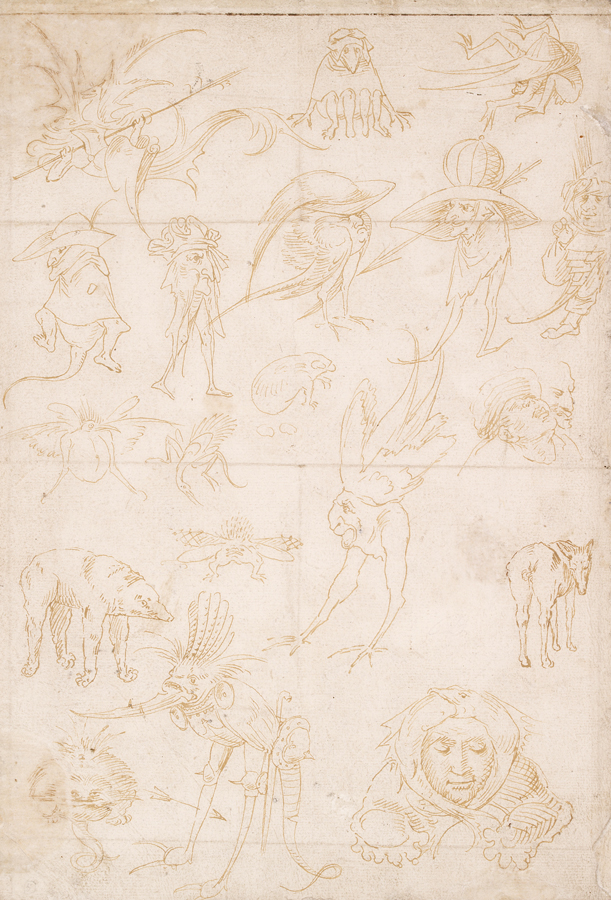
Achterzijde: Fantasiewezens en een ezel.

De schetsen zijn vergelijkbaar met figuren op Bosch' Laatste Oordeel in Wenen en Antonius-drieluik in Lissabon. Twee figuren op de voorzijde, het op de rug geziene mannetje met rattenstaart rechtsmidden en het liggende manntje met harkje rechtsonder, komen ook voor op het fragment Opstanding van de doden en verdoemden die naar de hel worden gevoerd in München. Het ratachtig wezen met mensenkop op de achterzijde komt voor op het schilderij Antonius met monsters in 's-Hertogenbosch.

## Toeschrijving
Volgens Bosch-auteurs Max Friedländer en Charles de Tolnay gaat het hier om een eigenhandige tekening van Jheronimus Bosch. Volgens Arthur Ewart Popham, Ludwig von Baldass en Jacques Combe is de tekening een kopie naar een verloren gegaan origineel. Tegenwoordig gaat men uit van een navolger van Bosch.